# Gustav Wetterström
Gustav Wetterström (15 de outubro de 1911 - 16 de novembro de 1991) foi um futebolista sueco, que atuava como atacante. Ele jogou durante toda a sua carreira no IK Sleipner e também na Seleção Sueca de Futebol, tendo disputado a Copa do Mundo de 1938. Ele marcou um hat-trick na vitória da Suécia contra Cuba, sendo este o primeiro hat-trick em Copas marcado só no primeiro tempo. O placar final foi 8 x 0.